# Heliodor Píka
Generál (armádní generál i. m.) Heliodor Prokop Píka (3. července 1897 Štítina – 21. června 1949 Plzeň) byl československý voják a legionář, významný představitel zahraničního československého protinacistického odboje a po únorovém převratu oběť komunistického režimu.

## Životopis

### Do konce první světové války
Heliodor Píka se narodil 3. července 1897 v Štítině u Opavy v rodině vesnického koláře Ignáce Píky. Roku 1915 ukončil studium na českém gymnáziu v Opavě a chtěl studovat farmacii, ale byl odveden k zeměbraneckému regimentu v Opavě. O rok později (1916) byl odeslán na haličskou frontu, kde v řadách 15. zeměbraneckého pluku byl pak 28. července 1916 ve Volyňské oblasti v Berestečku zajat ruskými jednotkami. Již za tři měsíce poté se přihlásil v Bobrujsku do Československých legií. Do legií, tehdy Československé střelecké brigády a jejího záložního praporu, byl zařazen 21. července 1917 v hodnosti vojína.
V Rusku byl až do roku 1917, kdy se na příkaz T. G. Masaryka s částí legií přesunul lodí z Vladivostoku na západní frontu – přes Anglii do Francie, kde v Le Havre prošel intenzivním vojenským výcvikem. Byl zařazen jako vojín k 33. střeleckému pluku. Vzhledem ke své lékárenské praxi byl určen ke zdravotní službě u 21. čs. střeleckého pluku francouzských legií, později vykonával funkci nejprve četaře a později poručíka obrany proti plynům. S plukem prodělal těžké boje na alsaské frontě (jaro 1918), v Champagni, na Aisně, u Terronu i jinde. Byl několikrát vyznamenán; obdivován byl za obětavou lékařskou službu v prvních liniích.

### První republika

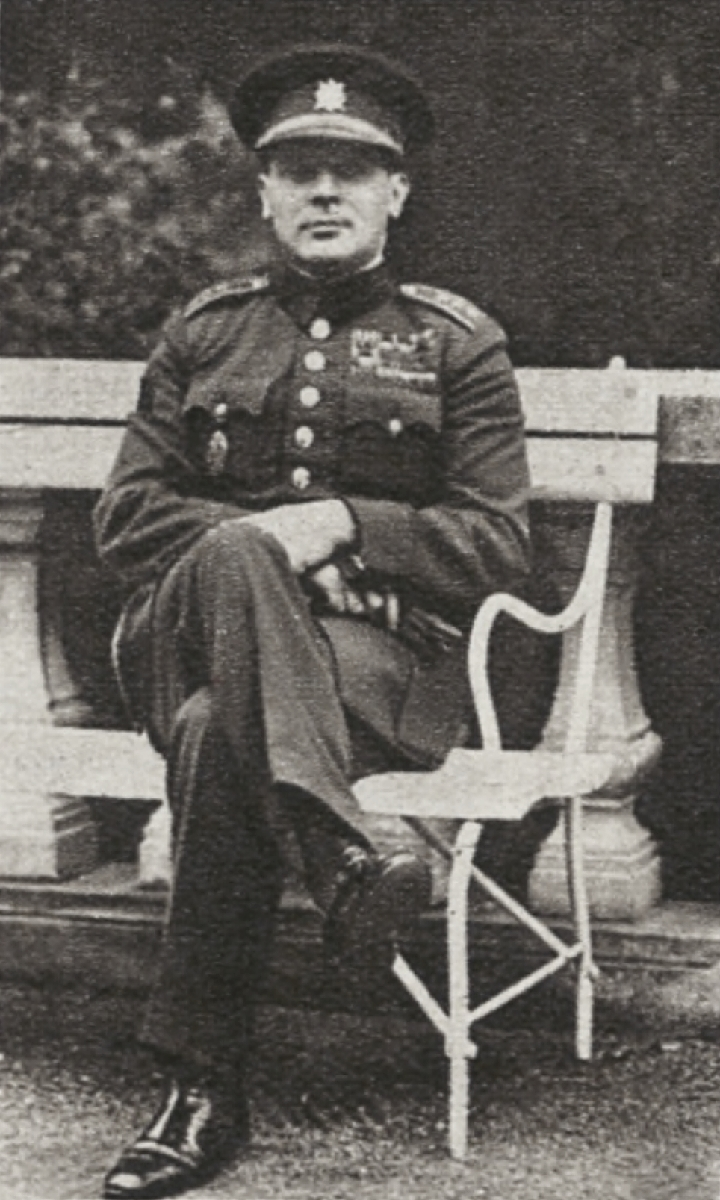
Heliodor Píka během návštěvy Jáchymova v létě 1936

9. ledna 1919 se vrátil do vznikajícího Československa jako poručík, vzápětí byl v květnu nasazen v boji proti polské armádě ve sporu o Těšínsko. V létě 1919 byl převelen na slovenskou frontu, z níž byl brzy vyslán na studia na vojenskou akademii École spéciale militaire v Saint-Cyr ve Francii. Studia ukončil v roce 1920 a stal se učitelem na Vojenské akademii v Hranicích.
30. prosince 1922 se oženil s Marií Sehnalovou a o sedm měsíců později se jim narodil syn Milan.
Roku 1923 byl v hodnosti kapitána povolán na hlavní štáb Československé branné moci v Praze. V letech 1926–28 absolvoval jako jeden ze tří československých důstojníků Vysokou školu vojenskou v Paříži. V roce 1932 se stal vojenským atašé v Bukurešti, tento post byl strategicky velmi významný, protože Rumunsko bylo členem Malé dohody a bylo považováno za oporu proti rostoucímu německému a maďarskému tlaku. V této pozici působil až do roku 1937, kdy byl převelen na ministerstvo obrany. 1. ledna 1938 byl povýšen do hodnosti plukovníka generálního štábu, se služebním pořadím k 30. září 1937.

### Druhá světová válka

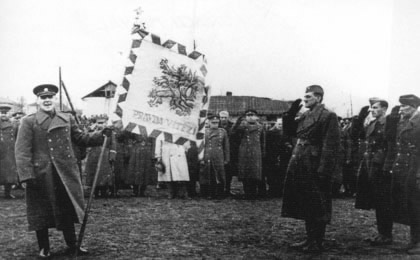
Heliodor Píka předává bojovou zástavu 2. čsl. paradesantní brigádě v SSSR, 22. dubna 1944.

V roce 1938 se pokusil o dohody pro případnou válku s Německem a získal příslib materiální pomoci Jugoslávie a Rumunska. Po okupaci Československa byl nucen utéci přes Francii do Londýna, kde nabídl své služby Janu Masarykovi. Edvard Beneš ho vyslal do Bukurešti jako vojenského vyslance pro Balkán, zde pomáhal československým a maďarským uprchlíkům z protektorátu, přičemž se zaměřoval především na demobilizované vojáky. Po fašistickém puči v Rumunsku a krátkém zatčení se přesunul do Istanbulu.
V Istanbulu se Píka setkal s podplukovníkem Ludvíkem Svobodou, který ho požádal o předání žádosti E. Benešovi o podporu spolupráce se Sovětským svazem a založení vojenského vyslanectví v Moskvě, což Beneš přijal. V roce 1941 se setkal se Svobodou podruhé. Při této schůzce L. Svoboda spolu se sovětským generálem Fokinem navrhl vytvoření československých jednotek na území SSSR a další zpravodajskou spolupráci s Moskvou. Tento návrh Československá exilová vláda přijala a po podpisu sovětsko-československé vojenské dohody (18. července 1941) se H. Píka stal atašé a velitelem mise Československé armády v Moskvě. Již v srpnu E. Beneše varoval, že SSSR neusiluje o svobodné Československo, ale o diktaturu proletariátu. Toto varování však nemělo na politiku E. Beneše žádný vliv. Již v roce 1941 proti Píkovu působení v Moskvě protestovali zástupci KSČ Klement Gottwald a Václav Kopecký.
V roce 1942 začal Píka v Buzuluku formovat jednotku československé armády z československých dobrovolníků, obzvláště těch, kteří dleli v sovětských zajateckých táborech. Společně s L. Svobodou dokázal čelit tlaku K. Gottwalda na zpolitizování jednotky. V září 1943 se 1. čs. samostatná brigáda přesunula na frontu do oblasti Kyjeva (na jehož osvobození měla důležitý podíl) a v listopadu se Píka účastnil slavnostního podpisu československo-sovětské spojenecké smlouvy. V prosinci 1943 byl povýšen do hodnosti brigádního generála.
V srpnu 1944 obsadil Wehrmacht Slovensko a Píka požádal sovětské velení o podporu slovenských povstalců Rudou armádou, J. V. Stalin pak vydal příkaz k dodávce zbraní na Slovensko a zahájení karpatské operace maršálem Koněvem. S postupem sovětských vojsk na československé území Píka žádal, aby byl velitelem osvobozovacích jednotek jmenován L. Svoboda, tuto žádost SSSR odmítl. Poté neúspěšně protestoval proti postupu Rudé armády na Zakarpatské Ukrajině; v tomto období již sovětské velení plně spolupracovalo s K. Gottwaldem a jelikož ani E. Beneš mu neposkytl dostatečnou podporu, mohlo sovětské vedení H. Píku ignorovat.

### Poválečné působení a poprava

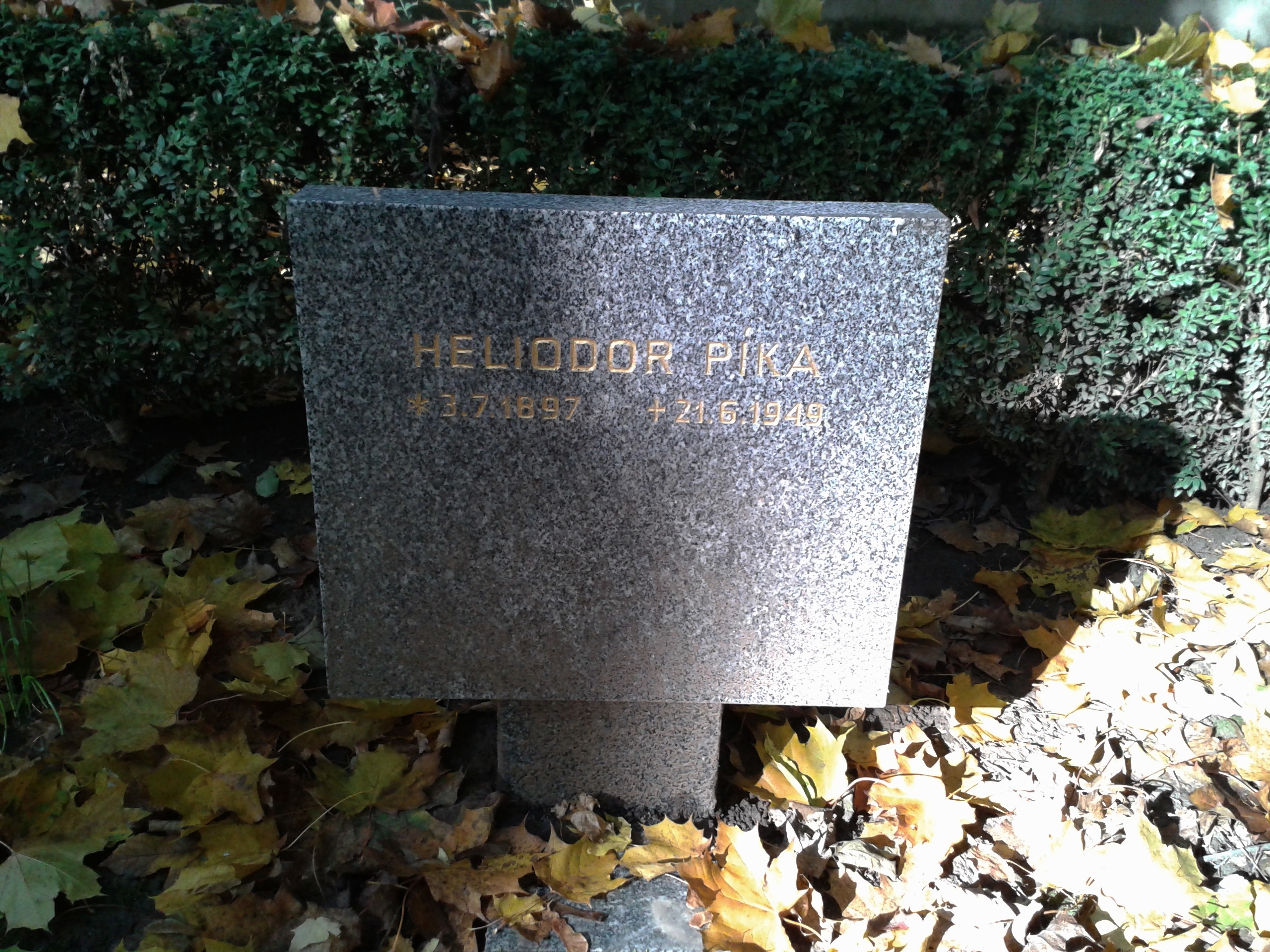
Symbolický hrob Heliodora Píky
na Ďáblickém hřbitově v Praze

V květnu 1945 se H. Píka vrátil do Prahy, kde byl povýšen na divizního generála (4. srpna 1945, s pořadím k 1. květnu 1944) a jmenován náměstkem náčelníka generálního štábu Československé armády. V tomto období byl oceněn i dvěma sovětskými vyznamenáními.
Jako člen československé delegace se zúčastnil dojednávání mírových smluv s evropskými státy Osy během konference v Paříži.
Po únorovém převratu byl 1. března 1948 odeslán na zdravotní dovolenou a 5. května byl zatčen ve vojenské nemocnici, kde se zotavoval po operaci žlučníku. Dne 1. června 1948 byl přeložen do výslužby. Byl nepravdivě obviněn ze špionáže ve prospěch Velké Británie a další vlastizrádné a velezrádné činnosti. Vyslýchán byl mimo jiné i v tzv. „Domečku“. Dne 29. ledna 1949 pak byl ve vykonstruovaném soudním procesu Státním soudem odsouzen k trestu smrti oběšením, který byl vykonán 21. června 1949 na dvoře plzeňské věznice Bory. Udělení milosti ministr národní obrany Ludvík Svoboda nenavrhl. Mimo rodiny a obhájce proti rozsudku protestovali pouze představitelé MNV ve Štítině a bývalý náčelník francouzské vojenské mise v ČSR Louis Faucher.

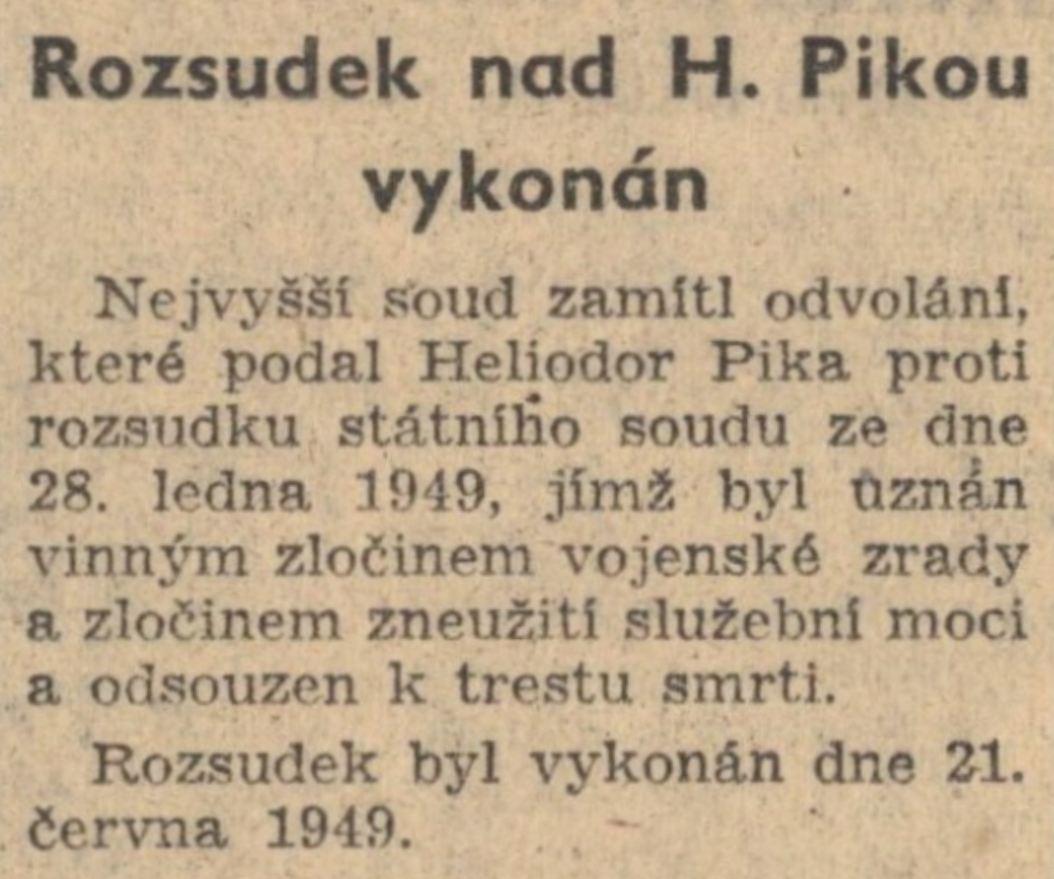
Stručná zpráva z Rudého práva informující o vykonání rozsudku

Tělo generála se po pitvě „ztratilo“ nepohřbeno a dosud nebylo nalezeno. Podle svědectví jeho syna Milana Píky ve filmovém dokumentu Křišťálový fantom z roku 2018 bylo jeho tělo uschováno v anatomickém ústavu (asi v Praze?) v boxu pro uchovávání mrtvých a místo jeho mrtvého těla (jeho syn M. Píka v dokumentu neuvádí, kdy přesně bylo pochováno, případně zpopelněno) bylo pohřbeno nějaké jiné mrtvé tělo, a to pod jménem jeho otce gen. H. Píky. Autoři filmu ani M. Píka to v dokumentu blíže nevysvětlují.
Ve stejné věznici, kde H. Píka čekal smrt, byl ve vazbě i jeho syn Milan, který byl za války u Britského královského letectva. Milan Píka byl odsouzen v procesu, který začal 16. února 1949. Rehabilitován byl teprve v roce 2019.

### Rehabilitace

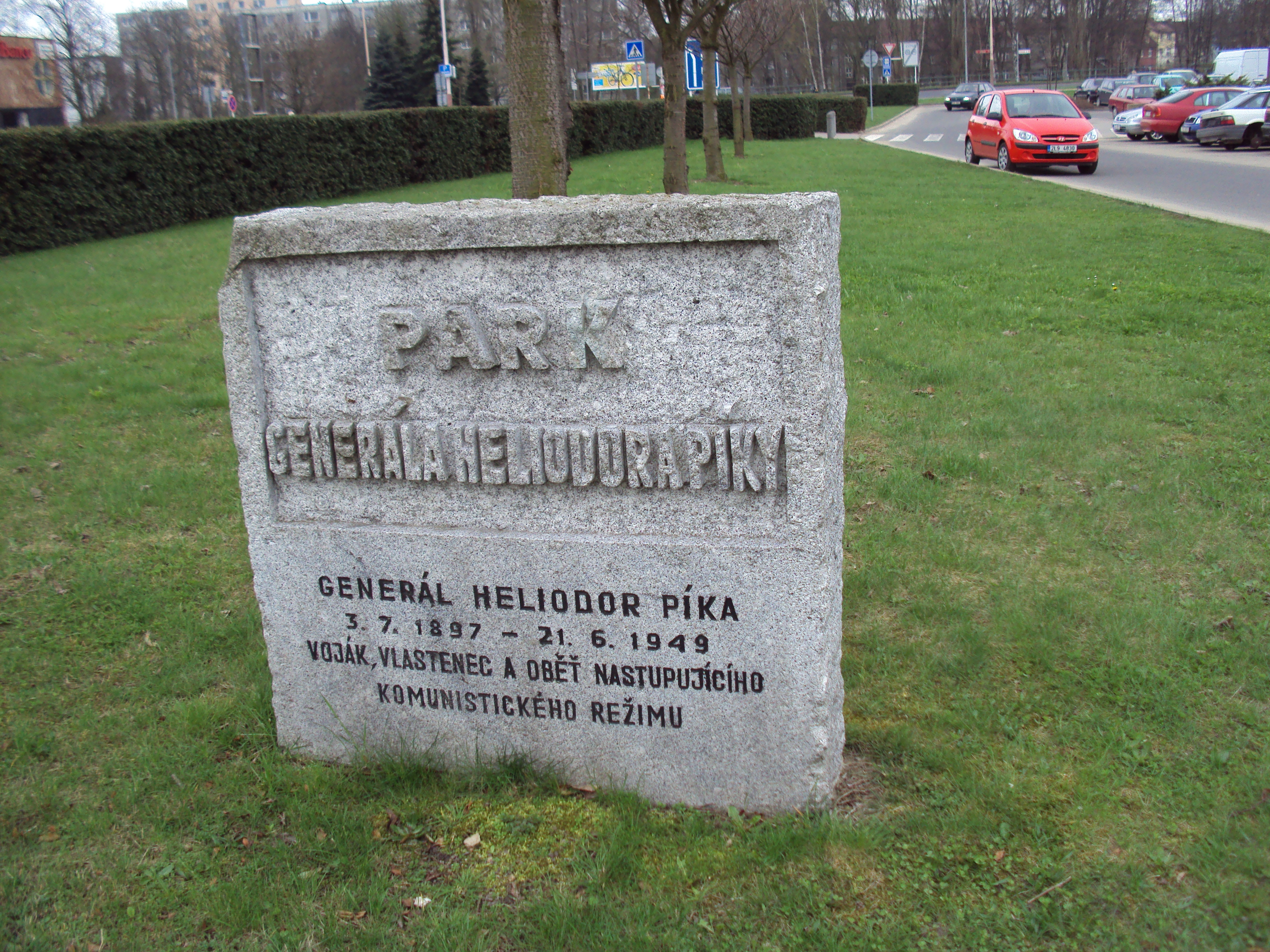
Parčík Heliodora Píky v České Lípě

V roce 1968 byl (prý s údajnou pomocí prezidenta L. Svobody) proces s H. Píkou obnoven a vojenský soud v Příbrami konstatoval jeho nevinu a zrušil odsuzující rozsudek, k plné rehabilitaci však došlo až po roce 1989. Socialistický režim odmítl uznat jeho zásluhy, jeho jméno bylo až do konce r. 1989 komunisty tabuizováno a veřejnost se s jeho životem mohla seznámit až po roce 1989. V 90. letech 20. století pak vznikl dokument České televize Proč vás zavraždili, generále? a bylo o něm napsáno několik knih.
Roku 1991 udělil H. Píkovi prezident Václav Havel in memoriam Řád Milana Rastislava Štefánika za mimořádné zásluhy v boji za osvobození vlasti v době druhé světové války, byl mu odhalen památník v Plzni i v rodné Štítině před jeho domem. Po Píkovi je pojmenován i 53. pluk průzkumu a elektronického boje Armády České republiky v Opavě, náměstí v Plzni-Slovanech, ulice v Praze 6 – Dejvicích a také v Brně, Kroměříži, Liberci, Olomouci, Ostravě a v Kladně.
V roce 2001 byl Karel Vaš, poslední ještě žijící aktér justiční vraždy generála Píky, obžalován z trestného činu vraždy, a nejprve odsouzen k sedmi letům odnětí svobody, ale roku 2002 byl rozsudek nad ním zrušen a trestní stíhání zastaveno z důvodu promlčení trestní odpovědnosti. Karel Vaš zemřel 8. prosince 2012 nepotrestán a za jeho zločiny (včetně justiční vraždy gen. H. Píky) se veřejně omluvila pouze jeho dcera Galina Vašová, která se narodila až po „popravě“ (= zavraždění) gen. H. Píky a se zločiny svého otce neměla nic společného.

### Pamětní deska v Dejvicích na budově GŠ

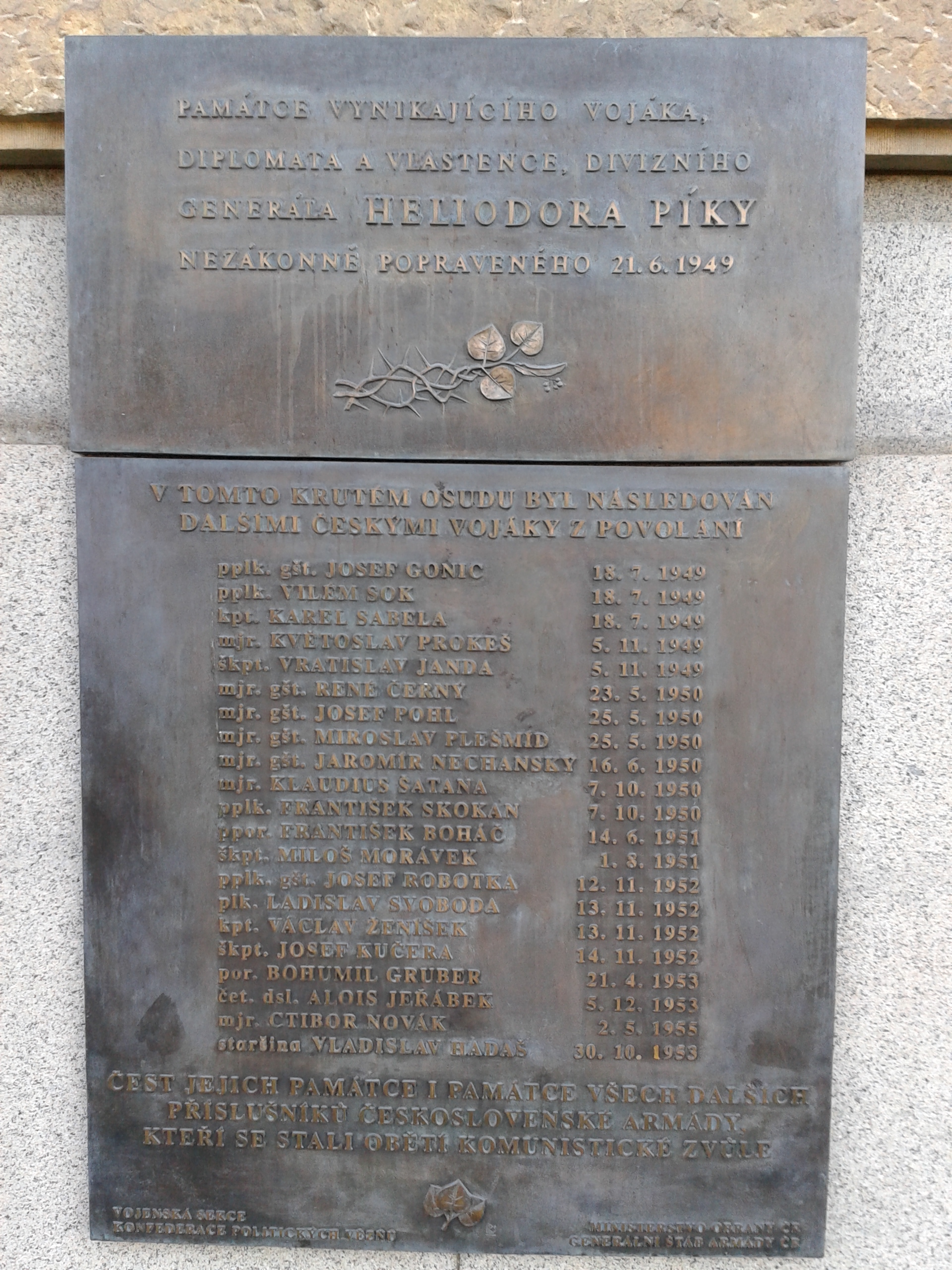
Pamětní deska na budově GŠ v Praze-Dejvicích

Na budově Generálního štábu armády České republiky na Vítězném náměstí 5/1500 v Praze 6 – Dejvicích (na levé straně hlavního vstupu do budovy) jsou dvě bronzové pamětní desky. Horní je věnována Heliodoru Píkovi. Obsahuje následující text: „PAMÁTCE VYNIKAJÍCÍHO VOJÁKA, DIPLOMATA A VLASTENCE, DIVIZNÍHO GENERÁLA HELIODORA PÍKY NEZÁKONNĚ POPRAVENÉHO 21. 6. 1949“. Pod textem je reliéf ostnatého drátu s lipovými listy. Tato deska byla slavnostně odhalena 28. října 1991. Pod touto deskou se nachází druhá. Ta byla připojena 28. října 1998 a je věnována vojákům z povolání, kteří se stali oběťmi komunistické zvůle. V horní části začíná druhá pamětní deska textem: „V TOMTO KRUTÉM OSUDU BYL NÁSLEDOVÁN DALŠÍMI ČESKÝMI VOJÁKY Z POVOLÁNÍ“, pak následuje výčet jmen včetně vojenských hodností a dne úmrtí. Text druhé desky je zakončen větou: „ČEST JEJICH PAMÁTCE I PAMÁTCE VŠECH DALŠÍCH PŘÍSLUŠNÍKŮ ČESKOSLOVENSKÉ ARMÁDY, KTEŘÍ SE STALI OBĚTÍ KOMUNISTICKÉ ZVŮLE.“ 

## Vyznamenání[16]

### Československo/Česko
- Československý válečný kříž 1914–1918, se třemi ratolestmi
- Československá revoluční medaile, se štítky 21, ALSACE, ARGONNE
- Československá medaile Vítězství, (dekret 22. září 1922)
- Pamětní kříž Čs. dobrovolce 1918–1919
- Československý válečný kříž 1914–1918
- Diplomový odznak Karla IV.[17] Důstojnický stupeň 1.třídy s meči (15. prosince 1947)
- Československá medaile Za chrabrost před nepřítelem, (dekret z února 1947, podepsán gen. Bočkem)
- Československá medaile za zásluhy, I. třída
- Pamětní medaile československé armády v zahraničí, se štítky Francie, Velká Británie a SSSR
- Československý válečný kříž 1939
- Odznak Československého partyzána [18]
- Pamětní kříž Svazu národních gard 1938 (stužku na uniformě nosil)
- Řád Slovenského národního povstání, I. třída
- Pamětní odznak 1938 Čs. obce dobrovolců 1918–1919 (dekret 28. ledna 1946)
- Pamětní kříž Za věrnost 1939–1945[19](dekret konfederace politických vězňů ČR 24. června 1998)
- Štefanikův pamětní odznak, I. stupně (dekret 31. prosince 1945)
- Řád Milana Rastislava Štefánika, III. třídy, udělen 8. května 1991
- Pamětní medaile Čs. obce legionářské[20] , udělena 19. června 1999
- Pamětní medaile Za zásluhy a práci pro Slezsko (1969)
- Muklovská medaile – KPV Opava (1998)
- Čestná medaile T. G. Masaryka (2000)
- Řád Bílého lva, I. třída – vojenská skupina (2020)

### Francie
- Řád čestné legie, V. třída – rytíř
- Řád čestné legie, III. třída – komandér
- francouzský Válečný kříž 1914–1918, s hvězdičkou pochvaly na stuze
- francouzský Válečný kříž 1939, s ratolestí na stuze
- Pamětní medaile 1. světové války 1914–1918
- Odznak absolventa Válečné akademie

### Spojené státy americké
- Čestná legie, komander

### Sovětský svaz
- Řád Rudého praporu
- Řád vlastenecké války, II. stupeň
- Medaile Za osvobození Prahy
- Medaile Za vítězství nad Německem ve Velké Vlastenecké válce 1941–1945[21]

### Velká Británie
- Řád britského impéria, IV. třída – důstojník, vojenská skupina

### Království Jugoslávie
- Řád bílého orla, V. třída – rytíř

### Socialistická federativní republika Jugoslávie
- Řád partyzánské hvězdy,[22] I. třídy
- Řád za chrabrost[23]

### Rumunsko
- Řád rumunské hvězdy,[24] I. třída – velkokříž s meči
- Řád rumunské hvězdy, III. třída – komander s meči
- Řád rumunské hvězdy, V. třída – rytíř
- Řád rumunské koruny, I. třída – velkokříž s meči
- Řád rumunské koruny, II. třída – velkodůstojník s meči
- Řád rumunské koruny, III. třída – komander
- Kříž královny Marie [25]
- Medaile Pelech (k 50. výročí postavení zámku, 1883–1933)

### Řecko
- Pamětní kříž světové války 1916–1917[26]

### Slovensko
- Pamětní medaile 50. výročí SNP,[27] (1994)
- Řád bílého dvojkříže, I. třída, udělen 1. září 2004